# John Otto
John Everett Otto (Jacksonville, Florida; 22 de marzo de 1977) es un músico estadounidense, conocido por ser el baterista original de la banda de nu metal Limp Bizkit.

## Biografía

### Limp Bizkit
Otto estudió jazz en el Douglas Anderson School of the Arts es Jacksonville, Florida, y tocó en bandas locales antes de recalar en Limp Bizkit, un grupo fundado por Fred Durst y el primo de Otto, Sam Rivers. Lo que comenzó como un pequeño grupo de Jacksonville, Florida, terminó siendo una de las bandas de nu metal más populares del mundo, vendiendo más de 45 millones de discos en todo el mundo.
Tras una exitosa carrera, en noviembre de 2004, comenzaron a surgir rumores sobre la salida de John del grupo. Esto se deduce del hecho de que en la web oficial de Limp Bizkit estuvieron tiempo sin incluir imágenes oficiales de Otto. Incluso algunos rumores decían que John Otto se había convertido en un monje benedictino. Estos rumores fueron corroborados por el propio Fred Durst en una entrada en su web oficial titulada People are Dumb. Fred no abordó el tema directamente; eligió dar "pistas" subliminales de que John estaba todavía en el grupo. Más tarde imágenes de John Otto llenaron la web de Limp Bizkit, echando por tierra los rumores.
John escribió y grabó las baterías para todas las canciones de The Unquestionable Truth (Part 1), pero, antes de que lo hiciera, los productores y el resto de miembros del grupo grabaron con Sammy Siegler sin el conocimiento de John. Finalmente, el resto de miembros y productores decidieron qué batería tenía que estar en la grabación final. John no quería que su trabajo se confundiera con el de Sammy Siegler, de quien opina que es un buen batería de punk. Según John, Sammy no alcanzó el groove estilístico que es único de su (de John) sonido y estilo, que es la columna vertebral de Limp Bizkit.

### Actualidad
Otto vivió en Marina del Rey, California, y estuvo dando clases de batería para Star Education. Desde 2009 sigue tocando con Limp Bizkit con su gira mundial de regreso con el resto de miembros originales de la banda. También realizó las baterías del último disco de Limp Bizkit, Gold Cobra.
Recientemente, John ha mostrado a los fanes su interés por el rap. Con el alias de 'Johnny Ottomatic', mostró varias canciones en su MySpace, junto con su grupo de rap conocido como Sun Zoo, con el también rapero L.A. Jay. John afirma que no tiene intención de que esto se interponga en el camino de Limp Bizkit. También aparece en el disco Liar & a Thief de Diabolic, publicado en 2010.
El 1 de octubre de 2010, John afirmó que está trabajando en un álbum en solitario y colgó una demo de su primera canción, "Apocalypse", en su MySpace. Más tarde, Otto reveló que su nuevo proyecto sería en forma de un nuevo grupo conocido como Stereo Chemix con Ceekay, DJ Apokalypze, Fin y Norm y el mánager Martin Simler, AKA "Pureform". El grupo recientemente publicó su primer videoclip en la web.
Otto también colaboró con Scooter Ward de Cold grabando las baterías del disco debut de su grupo, The Killer and the Star. Actualmente está trabajando con su grupo, Limp Bizkit, en el séptimo álbum de estudio titulado Stampede of the Disco Elephants.

## Estilo e influencias
Otto es experto en tocar una variedad de estilos que van desde música brasileña y afro-cubana al bebop, el jazz, o el funk.
El kit de John Otto está configurado con tambores y timbales de la marca Orange County Drum and Percussion y platillos y baquetas Zildjian. También fue, durante mucho tiempo, endoseer de Pearl Hardware y parches Remo, aunque en marzo de 2011 cambió a Gibraltar Hardware.